# Franciszek Rozdrażewski
Franciszek Rozdrażewski herbu Doliwa (zm. 1744) – kasztelan rogoziński w latach 1731-1734.
Był członkiem konfederacji generalnej zawiązanej 27 kwietnia 1733 roku na sejmie konwokacyjnym.